# Арахлейське сільське поселення
Арахле́йське сільське поселення (рос. Арахлейское сельское поселение) — сільське поселення у складі Читинського району Забайкальського краю Росії.
Адміністративний центр — село Арахлей.

## Населення
Населення сільського поселення становить 697 осіб (2019; 747 у 2010, 741 у 2002).

## Склад
До складу сільського поселення входять:
| Населений пункт    | Населення, осіб (2002) | Населення, осіб (2010) |
| ------------------ | ---------------------- | ---------------------- |
| Арахлей, село      | 306                    | 416                    |
| Іван-Озеро, село   | 127                    | 100                    |
| Преображенка, село | 238                    | 124                    |
| Тасей, село        | 70                     | 107                    |